# C.J. Wilcox
Brian Craig Wilcox, detto C.J. (Pleasant Grove, 30 dicembre 1990), è un ex cestista statunitense, di ruolo guardia.

## Carriera

### NBA (2014-2018)

#### Los Angeles Clippers (2014-2016)
Dopo quattro stagioni in NCAA con i Washington Huskies (di cui l'ultima chiusa con oltre 18 punti di media) venne scelto alla 28ª chiamata del Draft 2014 dai Los Angeles Clippers.
Tuttavia in due anni coi Clippers disputa solo 44 partite (21 il primo anno, 23 il secondo), di cui nessuna da titolare e con minutaggi molto scarsi (quasi tutti garbage-time) e venne spesso spedito in D-League dai californiani.

#### Orlando Magic (2016-2017)
Il 15 luglio 2016 venne ceduto dai Los Angeles Clippers agli Orlando Magic in cambio di una futura seconda scelta al Draft(esattamente quella del 2020) e Devyn Marble (successivamente tagliato dai Clippers).
Esordì con i Magic il 29 ottobre nella gara persa 108-82 contro i Detroit Pistons. Tuttavia, anche a causa di un infortunio e della concorrenza nel reparto guardie dei Magic (davanti a Wilcox nelle rotazioni c'erano Evan Fournier, Mario Hezonja, Jodie Meeks e all'occorrenza il playmaker adattato C.J. Watson), Wilcox in Florida deluse nuovamente, venendo tagliato il 2 aprile 2017 poco prima della fine della stagione regolare, in cui giocò 22 partite e anche in questo caso senza mai partire titolare.

#### Portland Trail Blazers, Indiana Pacers e D-League (2017-2018)
Dopo essere stato cercato dal Saski Baskonia in Europa, il 9 agosto 2017 firmò un two-way contract con i Portland Trail Blazers. Giocò solamente in D-League con i Santa Cruz Warriors ma mai con la franchigia dell'Oregon con cui rimase sotto contratto fino a fine stagione prima di lasciare. Le sue zero presenze furono dovute anche a un infortunio al ginocchio.
Nell'agosto 2018 firma con gli Indiana Pacers, con cui tuttavia trascorre solo 2 mesi perché a settembre subisce un altro grave infortunio (in questo caso si tratta di una lacerazione al tendine d'Achille), e quindi il 20 ottobre viene tagliato dalla franchigia di Indianapolis.

## Statistiche

### Regular season
| Stagione | Squadra       | PG | PI | MPG | FG%  | 3P%  | FT%  | RPG | APG | SPG | BPG | PPG |
| -------- | ------------- | -- | -- | --- | ---- | ---- | ---- | --- | --- | --- | --- | --- |
| 2014-15  | L.A. Clippers | 21 | 0  | 4,8 | 42,1 | 36,8 | 100  | 0,3 | 0,4 | 0,1 | 0,0 | 2,0 |
| 2015-16  | L.A. Clippers | 23 | 0  | 7,3 | 39,4 | 39,1 | 75,0 | 0,5 | 0,4 | 0,4 | 0,1 | 3,0 |
| 2016-17  | Orlando Magic | 22 | 0  | 4,9 | 25,8 | 20,0 | 100  | 0,5 | 0,5 | 0,1 | 0,0 | 1,0 |
| Carriera | Carriera      | 66 | 0  | 5,7 | 37,0 | 33,3 | 81,3 | 0,5 | 0,5 | 0,2 | 0,1 | 2,0 |